# Mira mucora
Mira mucora är en stekelart som beskrevs av Schellenberg 1803. Mira mucora ingår i släktet Mira och familjen sköldlussteklar. Arten är reproducerande i Sverige. Inga underarter finns listade i Catalogue of Life.